# Gliese 581
Gliese 581 je zvijezda spektralne tipa M3V (crveni patuljak) na sredini Gliese 581 planetarnog sustava, oko 20 svjetlosnih godina daleko od Zemlje u Vagi. Procijenjena masa je joj oko trećine Sunca i to je 89. najbliža Suncu poznata zvijezda. 

## Povijest opažanja
Gliese 581 poznata je barem iz 1886. godine kada je uvršten u Južni Durchmusterung Eduarda Schönfelda (SD) - četvrti dio Bonner Durchmusterung. Odgovarajuća oznaka je BD -7 4003.

## Karakteristike
Naziv Gliese 581 odnosi se na kataloški broj iz istraživanja iz 1957. godine Gliese Katalog obližnjih zvijezda od 965 zvijezda koji se nalaze unutar 20 parcesa Zemlje. Ostala imena ove zvijezde uključuju BD-07 ° 4003 ( BD katalog, prva poznata publikacija) i HO Librae ( varijabilna oznaka zvijezda ). Nema pojedinačno ime kao što je Sirius ili Prokion. Zvijezda je crveni patuljak spektralnog tipa M3V koji se nalazi 20,4 svjetlosne godine udaljen od Zemlje. Nalazi se oko dva stupnja sjeverno od Beta Vage, najsjajnije zvijezde u zviježđu Vaga. Procjenjuje se da je njena masa otprilike trećina Sunca, a ona je 89. najbliži poznati zvjezdani sustav.  
Patuljasta zvijezda M klase, poput Gliese 581, ima mnogo manju masu od Sunca, zbog čega jezgra zvijezde spaja vodik sa znatno nižom brzinom. Iz prividne veličine i udaljenosti astronomi su procijenili efektivnu temperaturu od 3200 K i vizualnu svjetlinu od 0,2% temperature Sunca. Međutim, crveni patuljak kao što je Gliese 581 zrači prvenstveno u bliskom infracrvenom, s vršnom emisijom na valnoj duljini od oko 830 nm (procijenjeno korištenjem Wienovog zakona o pomaku, koji pretpostavlja da zvijezda zrači kao crno tijelo ), pa će takva procjena biti podcjenjivačka zvijezda je posve blistava. Za usporedbu, vršna emisija Sunca je otprilike 530 nm, u sredini vidljivog dijela spektra. Kad se uzme u obzir zračenje kroz cijeli spektar (ne samo onaj dio koji ljudi mogu vidjeti), nešto što se naziva bolometrijska korekcija, ova zvijezda ima bolometrijsku svjetlinu 1,3% Sunčeve ukupne svjetline. Planet bi se trebao nalaziti mnogo bliže ovoj zvijezdi da bi mogla dobiti energiju usporedivu sa Zemljom. Područje prostora oko zvijezde gdje bi planet primao otprilike istu energiju kao i Zemlja, ponekad se naziva i „ Zlatokosina zona “, ili, što je još prozatičnije, naseljivim zonama. Opseg takve zone nije fiksan i vrlo je specifičan za svaki planetarni sustav. Gliese 581 je vrlo stara zvijezda. Njena lagana rotacija čini je vrlo neaktivnom, što je čini pogodnijim od većine crvenih patuljaka zbog posjedovanja planeta.
Gliese 581 klasificirana je kao varijabilna zvijezda tipa BY Draconis, a dobila je oznaku varijabilne zvijezde HO Librae. Ovo je zvijezda koja pokazuje varijabilnost zbog prisutnosti zvjezdanih mrlja u kombinaciji s rotacijom zvijezde. Međutim, izmjerena varijabilnost je blizu granice pogreške i, ako je stvarna, najvjerojatnije je dugoročna varijabilnost. Njena svjetlina je stabilna do 1%. Gliese 581 emitira rendgenske zrake.